# Alberto Munárriz
Alberto Munárriz Egaña (Pamplona, Navarra, 19. svibnja 1994.) španjolski je vaterpolist.

## Klupska karijera
Trenirao je u rodnoj Pamploni igrajući za Larrainu i Navarru. Od 2013. igra za Barcelonetu. S klubom je osvojio deset naslova Španjolske i sedamnaest španjolskih kupova.

## Reprezentativna karijera
Natjecao se sa španjolskom reprezentacijom na Olimpijskim igrama u Rio de Janeiru 2016., osvojivši sedmo te četvrto mjesto na Olimpijskim igrama u Tokiju 2020. godine.
Osvojio je zlatnu medalju na Svjetskom prvenstvu u Budimpešti 2022. i broncu na Svjetskom prvenstvu u Fukuoki 2023. godine. Na Europskom prvenstvu u Splitu 2022. osvojio je broncu, a na Europskom prvenstvu u Zagrebu i Dubrovniku 2024. zlatnu medalju uz dva srebra na Europskim prvenstvima u vaterpolu u Barceloni 2018. i Budimpešti 2020. godine.